# Astragalus bijugus
Astragalus bijugus es una especie de planta del género Astragalus, de la familia de las leguminosas, orden Fabales.
Fue descrita científicamente por Sirj. & Rech. fil.